# فندق المرادي أفريكا (تونس)
فندق المرادي أفريكا (بالفرنسية: Hôtel Africa) هو فندق ذو 5 نجوم يرتفع 80 مترا في شارع الحبيب بورقيبة في تونس العاصمة. ينتمي لسلسلة فنادق المرادي.

## التاريخ
تم تشييد المبنى من قبل المهندسين أوليفييه كليمون كاكوب وجيسون كيرياكوبولوس في 1971.
لفائدة الشركة التونسية للبنك التي قامت ببيعه سنة 1998 بعد طلب عروض دولي فرضته الادارة العامة للتخصيص في الوزارة الاولى 

## مقالات ذات صلة
- شارع الحبيب بورقيبة

## روابط خارجية
- الموقع الرسمي.